# The Underworld (Evildead)
The Underworld è il secondo album della thrash metal band statunitense Evildead, pubblicato il 4 marzo 1991 dalla SPV GmbH.

## Tracce
1. Intro (Comshell 5) – 1:34
2. Global Warming – 3:14
3. Branded – 4:44
4. Welcome To Kuwait – 3:44
5. Critic / Cynic – 4:03
6. The 'Hood – 3:49
7. The Underworld – 4:35
8. He's A Woman / She's A Man – 3:20 – (Scorpions cover)
9. Process Elimination – 3:50
10. Labyrinth Of The Mind – 4:23
11. Reap What You Sow – 5:19

Durata totale: 42:35

## Formazione
- Phil Flores - voce
- Dan Flores - chitarra
- Juan García - chitarra
- Karlos Medina - basso
- Doug Clawson - batteria